# Searsia albida
Searsia albida är en sumakväxtart som först beskrevs av Peder Kofod Anker Schousboe, och fick sitt nu gällande namn av Moffett. Searsia albida ingår i släktet Searsia och familjen sumakväxter. Inga underarter finns listade i Catalogue of Life.